# فليمون الحكيم
فليمون الحكيم (القرن الثاني بعد الميلاد) هو صاحب كتاب عن الفراسة.
طبع كتابه عن الفراسة بالعربية في حلب سنة ١٣٤٧ هـ / ١٩٢٩ م، بتحقيق محمد راغب الطباخ.

## المصدر
1. ↑  هانس فون أرنيم (1895). "Ariston 56 (Pauly-Wissowa)". Pauly-Wissowa vol. II,1 (بالألمانية).
2. ↑  البهجة الأنسية في الفراسة الإنسانية ويليه التحفة البهية في الفراسة الإنسانية - زين العابدين محمد بن محمد الغمري - دار الكتب العلمية ص 30